# Ambassade d'Arabie saoudite en France
L'ambassade d'Arabie saoudite en France est la représentation diplomatique du royaume d'Arabie saoudite auprès de la République française. Elle est située au 92 rue de Courcelles dans le 8e arrondissement de Paris, la capitale du pays. Depuis 2021, son ambassadeur est Fahad M. Al Ruwaily.

## Histoire
Auparavant, l'ambassade se situait au 1 rue André-Pascal, dans le 16e arrondissement de Paris, puis au 5 avenue Hoche dans le 8e arrondissement de Paris.
Le 5 septembre 1973, pendant le 4e sommet des non-alignés à Alger, et un an jour pour jour après la prise d'otages des Jeux olympiques de Munich, l'ambassade a fait l'objet d'une prise d'otages par un commando palestinien réclamant la libération d'Abou Daoud, leader de l'organisation Septembre noir et organisateur de la prise d'otages de Munich, alors détenu en Jordanie,.

## Ambassadeurs d'Arabie saoudite en France

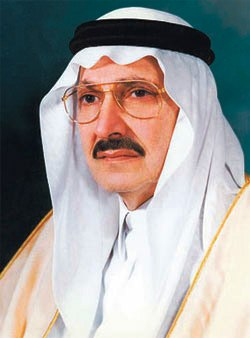
Le prince Talal ben Abdelaziz Al Saoud a été ambassadeur d'Arabie saoudite en France.

| Date de nomination                                                  | Date de nomination | Date de remise des lettres de créance | Date de remise des lettres de créance | Diplomate                          |
| ------------------------------------------------------------------- | ------------------ | ------------------------------------- | ------------------------------------- | ---------------------------------- |
| En qualité d'envoyés extraordinaires et ministres plénipotentiaires |                    |                                       |                                       |                                    |
| ?                                                                   |                    | 4 novembre 1939                       | [ JORF 1 ]                            | Fouad Bey Hamza (de)               |
| En qualité d'ambassadeurs extraordinaires et plénipotentiaires      |                    |                                       |                                       |                                    |
| ?                                                                   |                    | 9 octobre 1952                        | [ JORF 2 ]                            | Rached Pharaon (de)                |
| ?                                                                   |                    | 7 juin 1955                           | [ JORF 3 ]                            | Talal ben Abdelaziz Al Saoud       |
| ?                                                                   |                    | 22 juin 1963                          | [ JORF 4 ]                            | Rached Pharaon (de)                |
| ?                                                                   |                    | 25 juillet 1966                       | [ JORF 5 ]                            | Medhat Sheikh el-Ard (de)          |
| ?                                                                   |                    | 27 octobre 1972                       | [ JORF 6 ]                            | Mohamed A. Alireza                 |
| ?                                                                   |                    | 29 juillet 1976                       | [ JORF 7 ]                            | Jamil bin Ibrahim al-Hujailan (de) |
| ?                                                                   |                    | 7 février 1996                        | [ JORF 8 ]                            | Faisal Al-Hegelan (de)             |
| ?                                                                   |                    | 18 décembre 2003                      | [ JORF 9 ]                            | Dr Mohammed bin Ismail Al-Sheikh   |
| ?                                                                   |                    | 15 février 2016                       | [ JORF 10 ]                           | Dr Khalid ben Mohammed al Ankary   |
| 30 décembre 2020                                                    |                    | 12 avril 2021                         | [ JORF 11 ]                           | Fahad M. Al Ruwaily                |

## Section consulaire
La section consulaire de l'ambassade, chargée entre autres des visas, se situe au 29 rue des Graviers, à Neuilly-sur-Seine.

## Bureau militaire
L'ambassade dispose en outre d'un bureau militaire au 87 rue de la Faisanderie dans le 16e arrondissement de Paris.

## Bureau culturel
Le Bureau culturel saoudien, situé au 26 rue Murillo dans le 8e arrondissement de Paris, est lui chargé des échanges universitaires et de la promotion de la culture saoudienne.

## Résidence de l'ambassadeur
La résidence de l'ambassadeur se trouve 18 rue Alfred-Dehodencq, dans le 16e arrondissement de Paris.

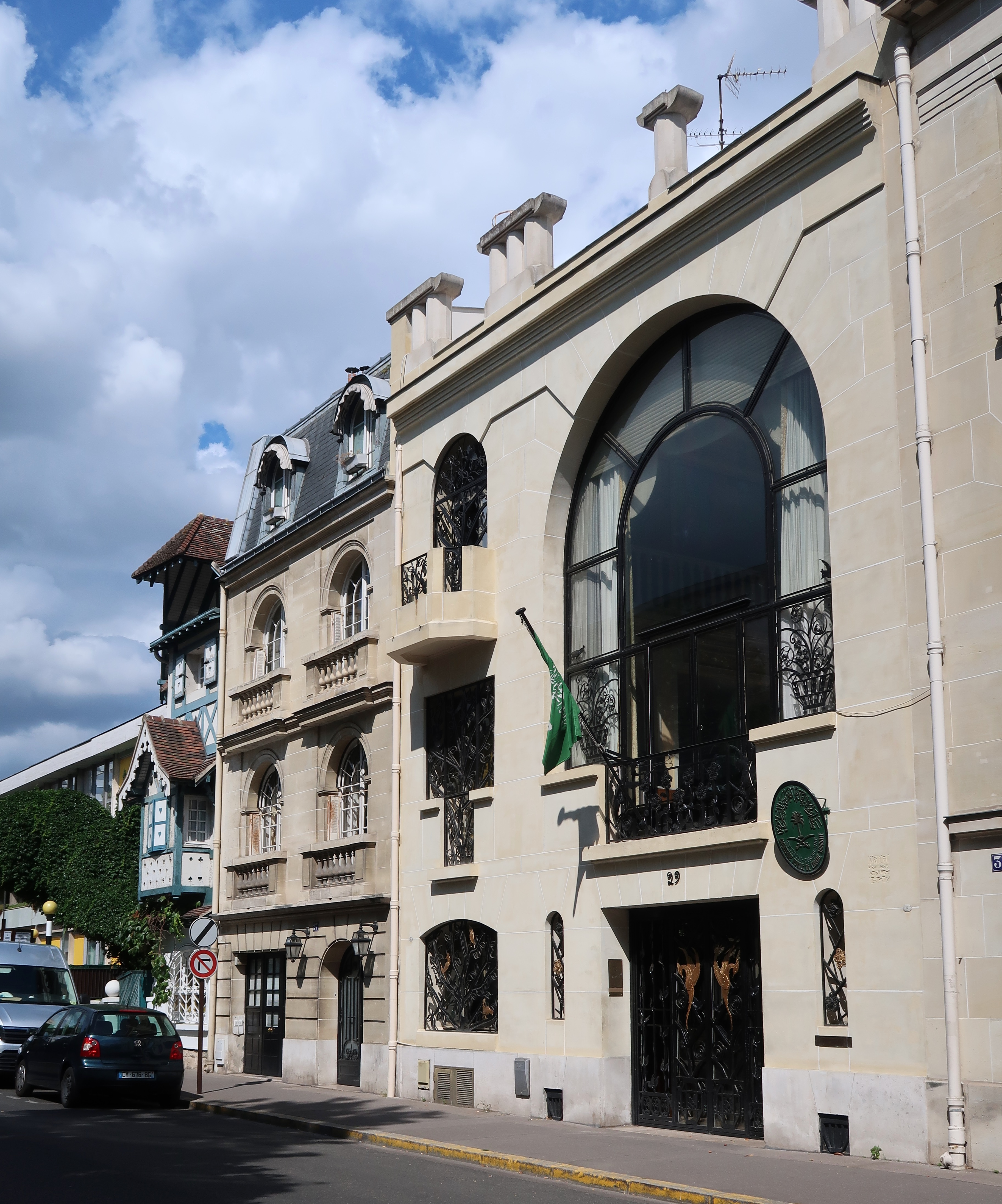
Section consulaire.
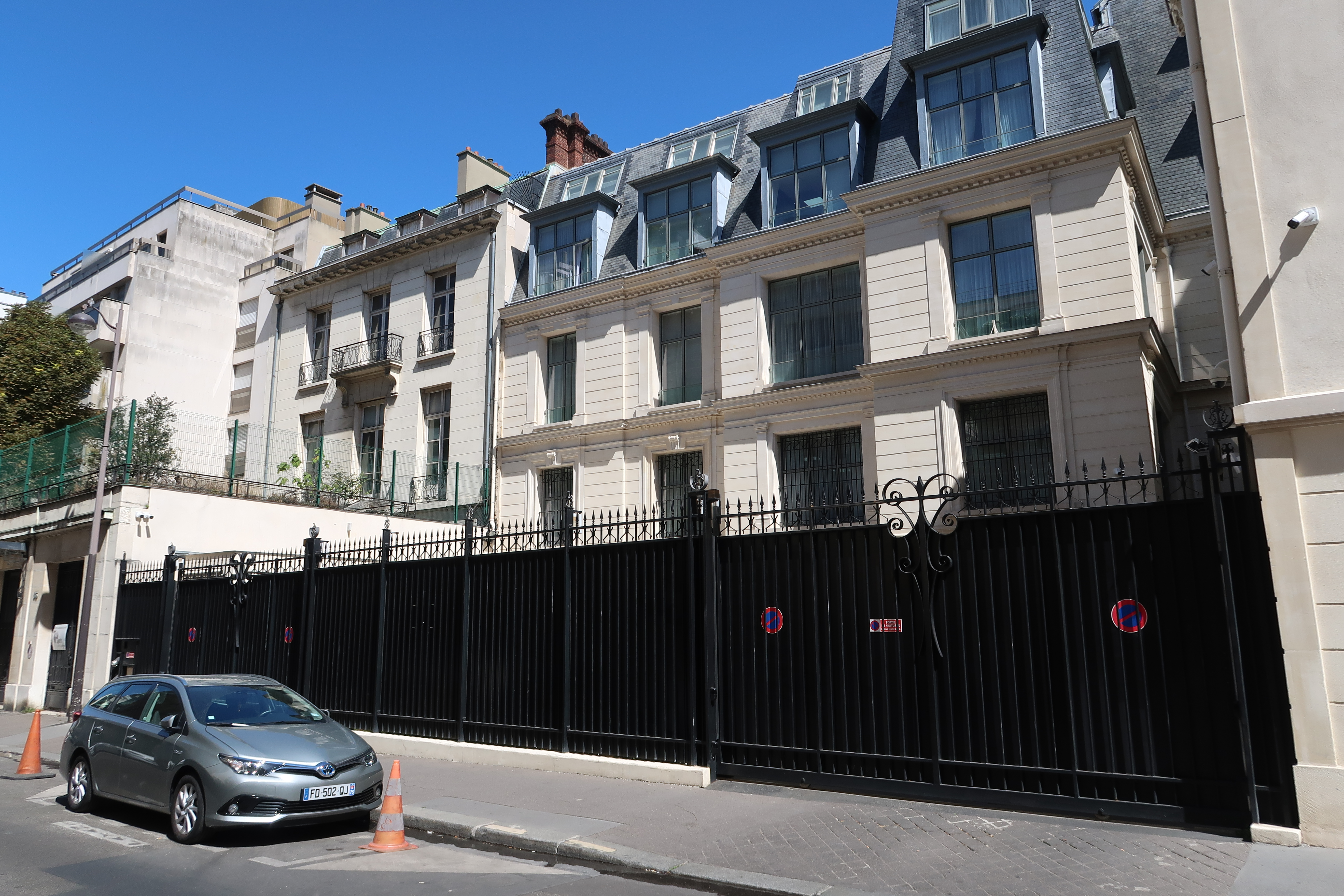
Bureau militaire.
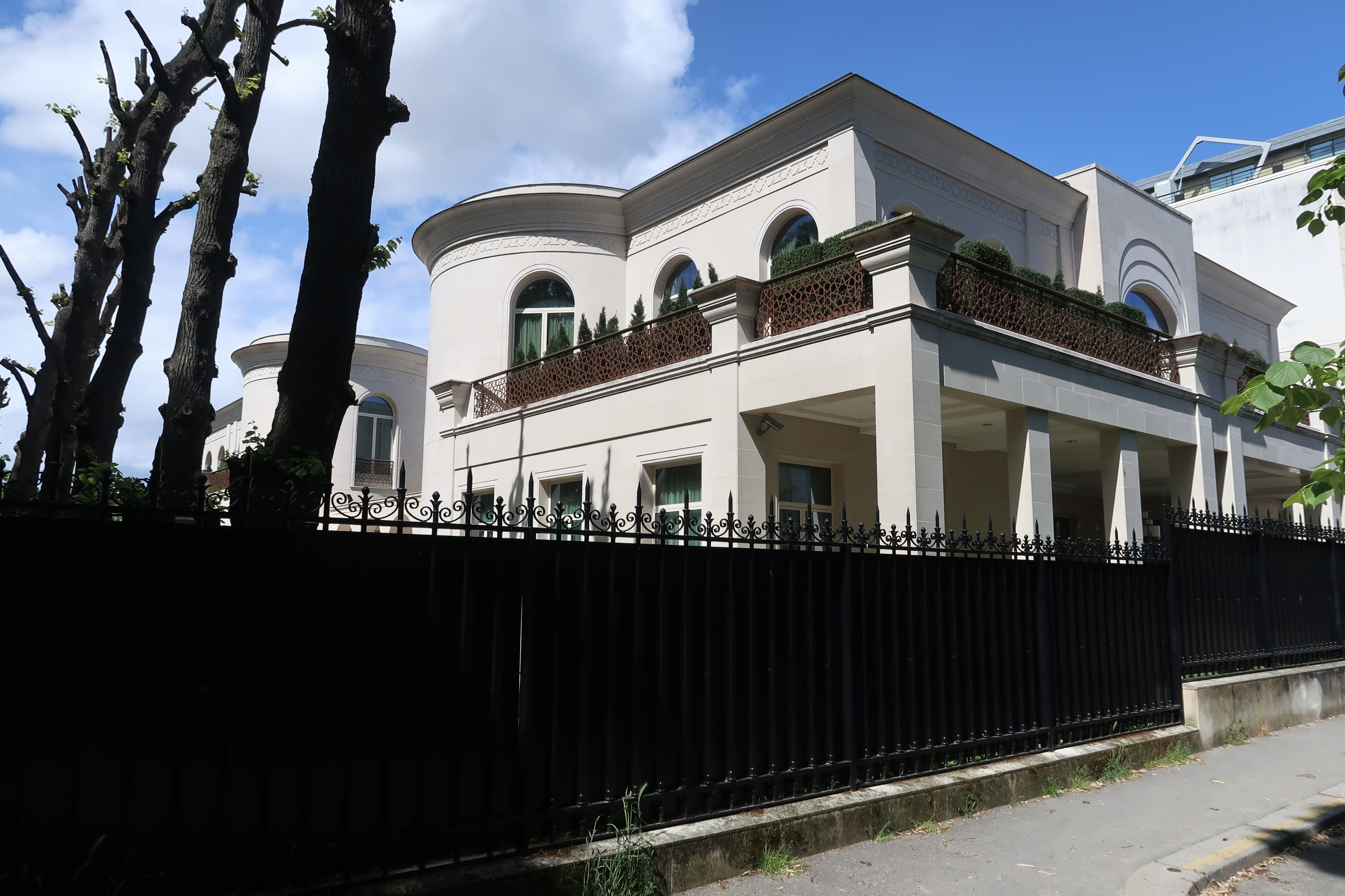
Résidence de l'ambassadeur.